# 27593 Oliviamarie
27593 Oliviamarie è un asteroide della fascia principale. Scoperto nel 2001, presenta un'orbita caratterizzata da un semiasse maggiore pari a 2,3140083 UA e da un'eccentricità di 0,0771942, inclinata di 4,10970° rispetto all'eclittica.